# Nördlingen
Nördlingen è una città tedesca di 21 053 abitanti situata nel land della Baviera e appartenente al circondario del Danubio-Ries.
La cittadina conserva un impianto medievale con fortificazioni ben conservate. Il centro storico è recintato da mura che sono percorribili a piedi sul cammino di ronda.

## Storia
“Nordilinga” venne menzionata in un documento come una “corte reale” nell'898. 
Durante la guerra dei trent'anni fu teatro di due importanti battaglie, nel 1634 e nel 1645.

## Geografia fisica
Nördlingen sorge all'interno dell'ampio cratere formatosi 15 milioni di anni fa a seguito della caduta di un grosso meteorite. Si trova sulla celebre Strada romantica, a ovest del parco nazionale dell'Altmühltal e lungo il confine fra la Baviera e il Baden-Württemberg, a circa 30 km dalla città di Aalen. Inoltre, Nördlingen si trova nel UNESCO Globale Geoparco del Ries.
Nel museo del cratere Ries della città è possibile ammirare un campione di roccia lunare donato dagli astronauti dell'Apollo 16, come ringraziamento per l'ospitalità durante i giorni di addestramento effettuato a Nördlingen.

## Nördlingen nella cultura di massa
- A Nördlingen è stata girata la scena finale (l'ascensore volante) del film del 1971 Willy Wonka e la fabbrica di cioccolato (Willy Wonka & the Chocolate Factory), diretto da Mel Stuart.
- La città è stata presa a modello per l'ambientazione del manga L'attacco dei giganti.[2]

## Galleria d'immagini

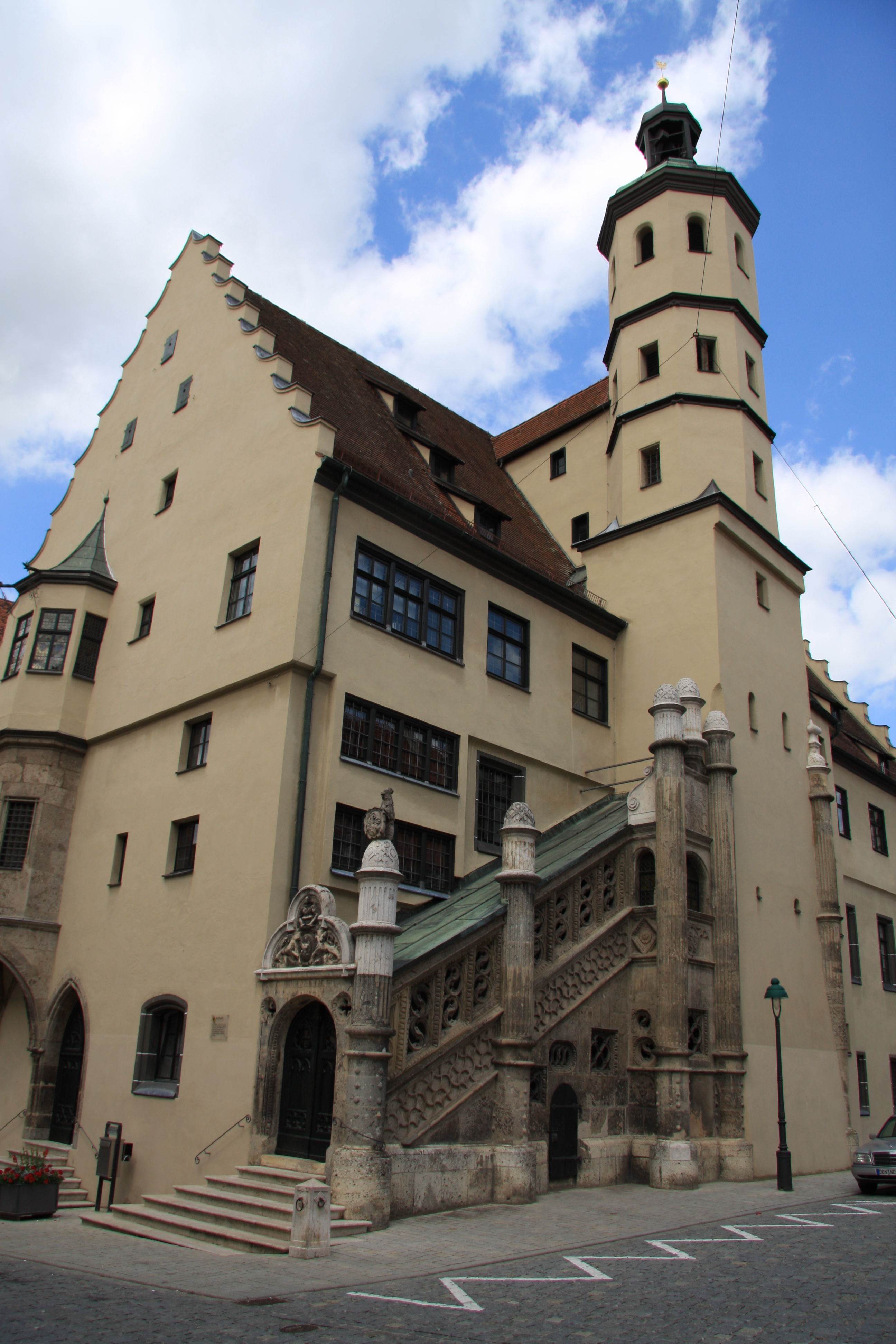
Municipio
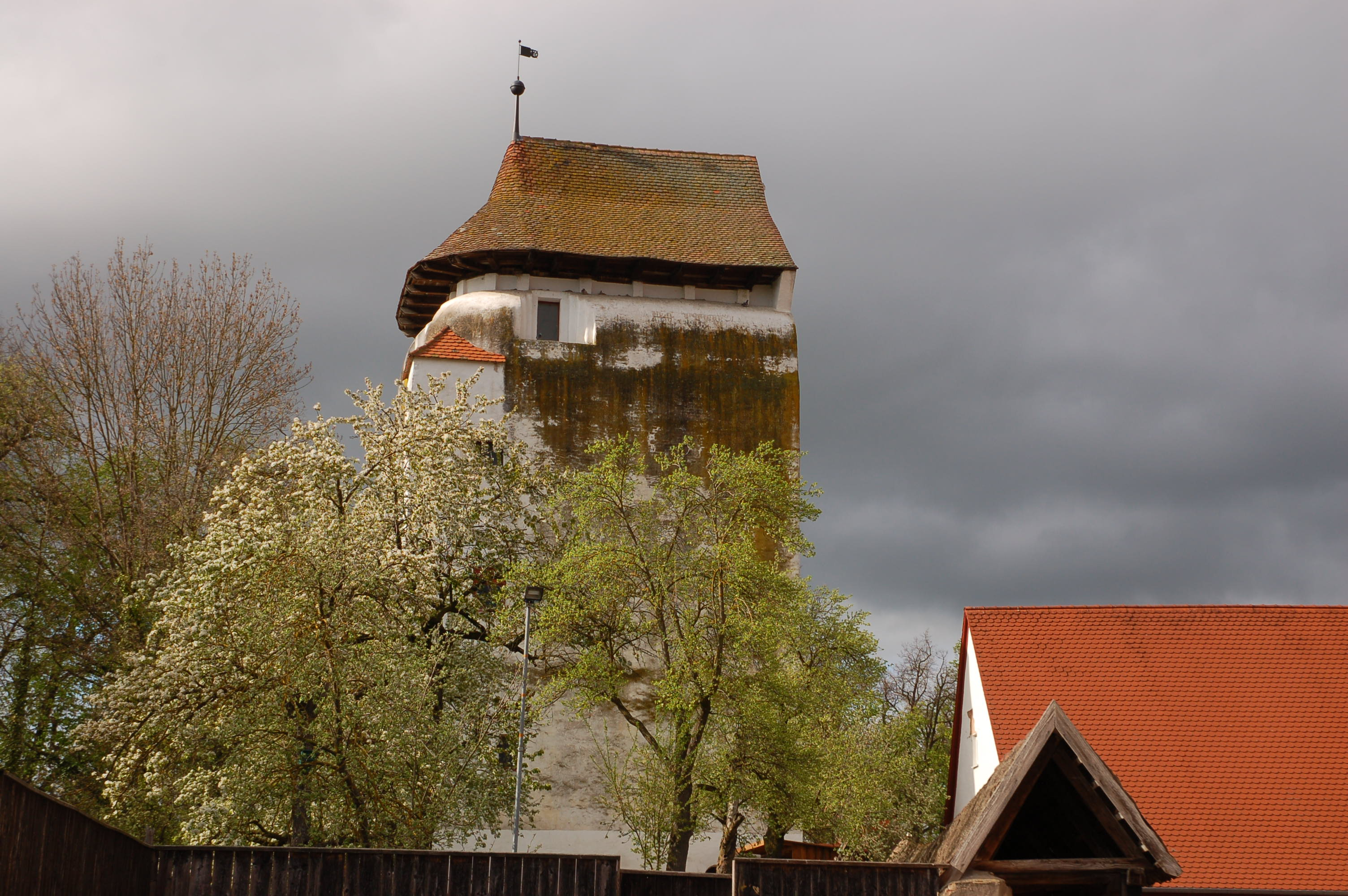
Löwenturm
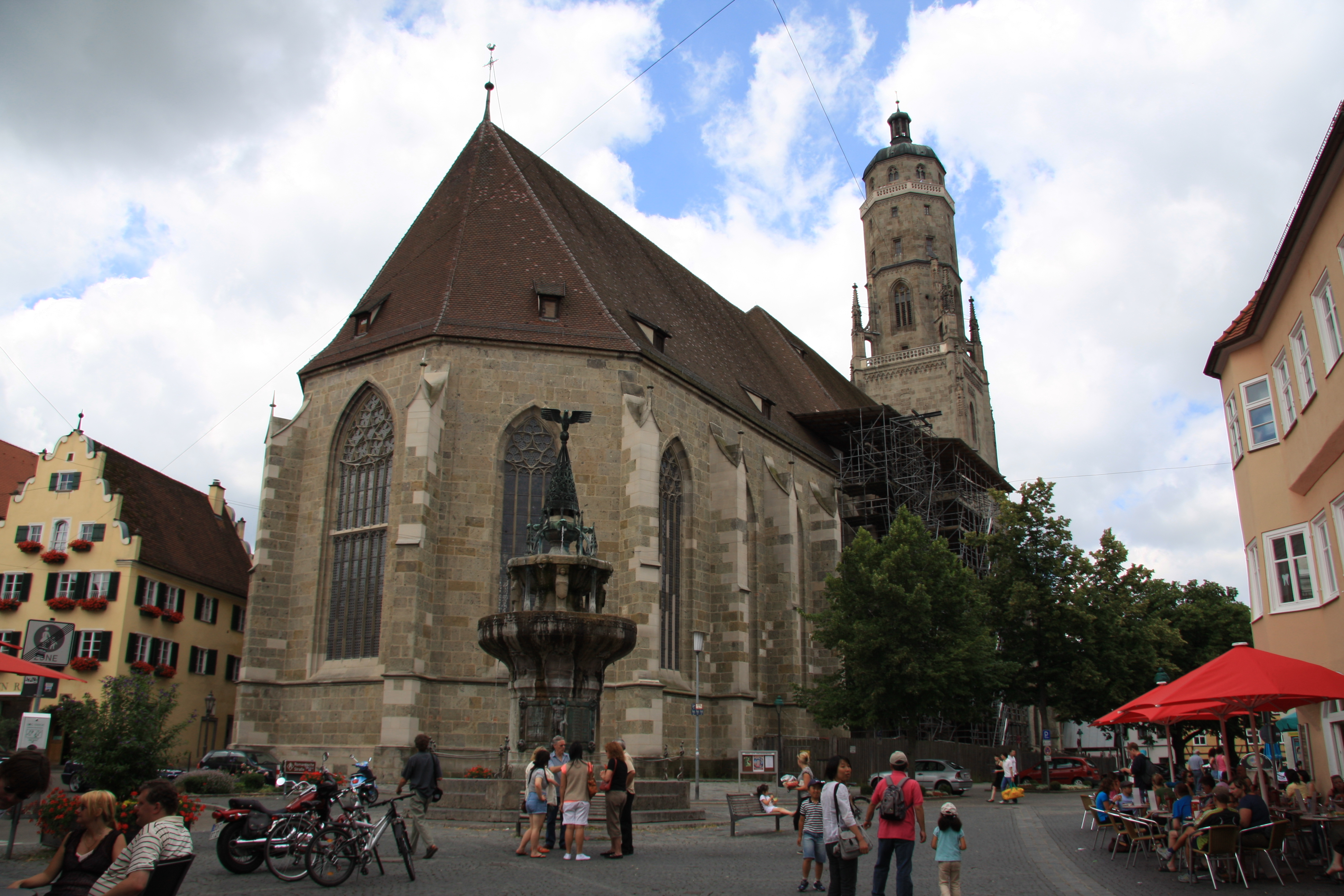
St. Georg
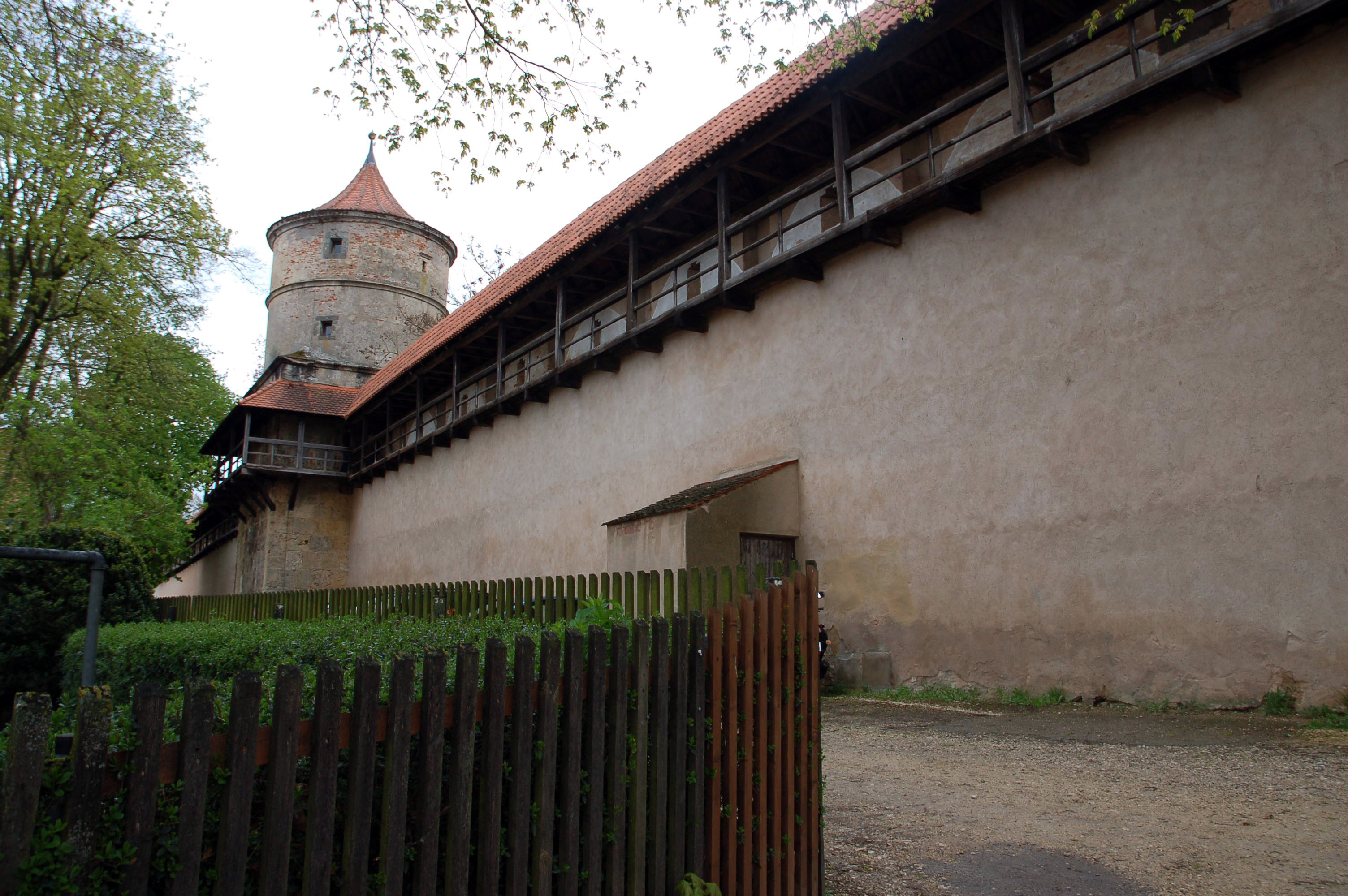
Mura
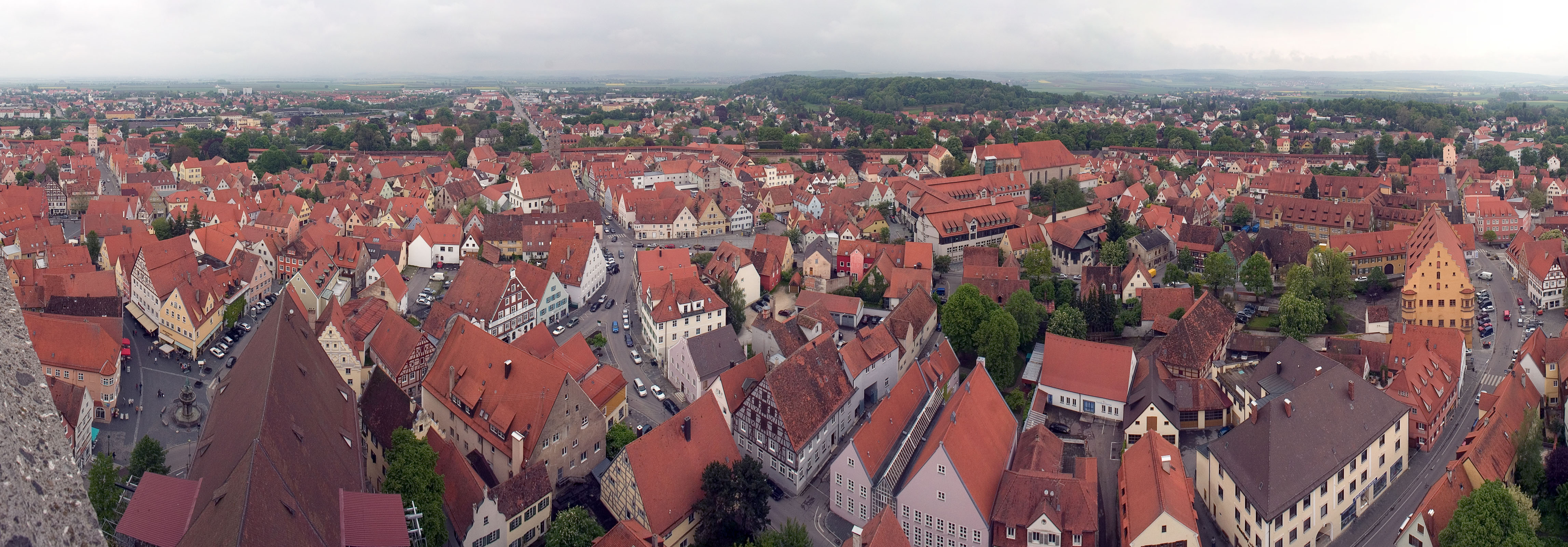
Vista del centro
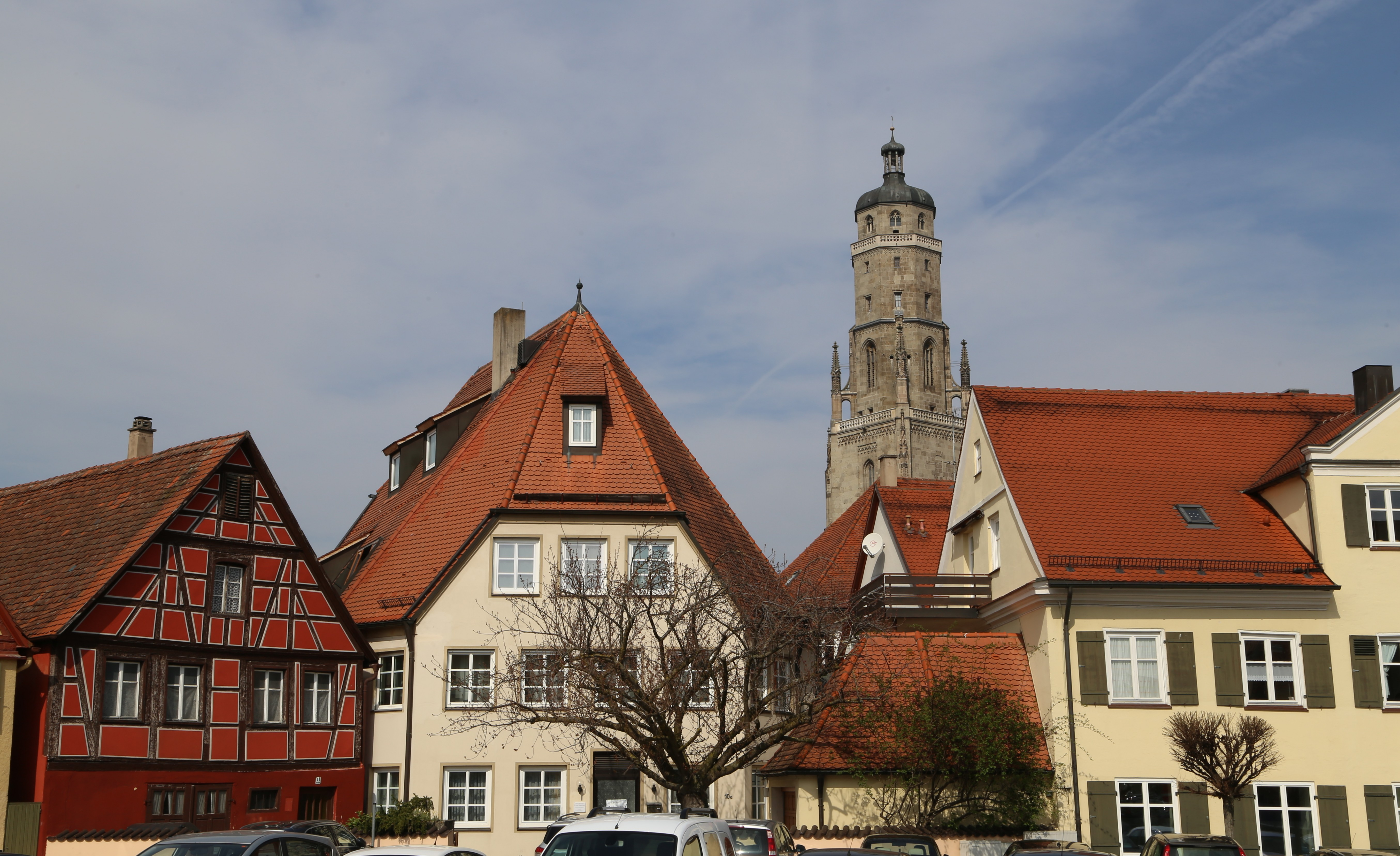